# NGC 10
NGC 10は、ちょうこくしつ座の方角に存在する渦巻銀河である。1834年9月25日にジョン・ハーシェルによって発見された。

## ギャラリー
- ヨーロッパ南天天文台撮影。
- GALEX撮影。